# Deuxième circonscription des Français établis hors de France
La deuxième circonscription des Français établis hors de France est l'une des onze circonscriptions législatives des Français établis hors de France. Créée en 2010 à la faveur d'un redécoupage, elle comprend trente-trois pays d'Amérique du Nord, d'Amérique centrale, d'Amérique du Sud et des Caraïbes, pour une population de 100 890 Français inscrits sur les registres consulaires au 1er janvier 2019 et 88 577 au 1er janvier 2024.

## Étendue territoriale
La deuxième circonscription des Français établis hors de France recouvre les pays suivants (avec le nombre d'inscrits au 31 décembre 2018 sur le registre consulaire de ces pays,) :
- Antigua-et-Barbuda
- Argentine (11 906)
- Bahamas
- Barbade
- Belize
- Bolivie (1 511)
- Brésil (18 503)
- Chili (13 011)
- Colombie (6 043)
- Costa Rica (2 840)
- Cuba (1 073)
- République dominicaine (3 804)
- Dominique
- Équateur (2 830)
- Grenade
- Guatemala (989)
- Guyana
- Haïti (1 781)
- Honduras (281)
- Jamaïque (134)
- Mexique (19 813)
- Nicaragua (686)
- Panama (1 825)
- Paraguay (1 227)
- Pérou (3 770)
- Saint-Christophe-et-Niévès
- Sainte-Lucie (1 124)
- Saint-Vincent-et-les-Grenadines
- Salvador (557)
- Suriname (226)
- Trinité-et-Tobago (350)
- Uruguay (2 931)
- Venezuela (3 675)

## Députés
Sergio Coronado est le premier député à être élu dans cette circonscription, le 17 juin 2012 sous l'étiquette Europe Écologie Les Verts. Il a été député de cette circonscription entre 2012 et 2017 avec François Boucher (PS) comme suppléant.
| Législature | Début de mandat | Fin de mandat   | Député élu      | Parti | Parti        | Observations | Suppléant         |
| ----------- | --------------- | --------------- | --------------- | ----- | ------------ | --- | ----------------- |
| XIVe        | 20 juin 2012    | 20 juin 2017    | Sergio Coronado |       | EELV         | | François Boucher  |
| XVe         | 21 juin 2017    | 22 juin 2022    | Paula Forteza   |       | LREM puis SE | Fonde le groupe Écologie démocratie solidarité le 19 mai 2020.                                                                           | Mathieu Lebegue   |
| XVIe        | 22 juin 2022    | 20 janvier 2023 | Éléonore Caroit |       | RE           | Élection annulée par le Conseil constitutionnel.                                                                                         | Benoît Larrouquis |
| XVIe        | 17 avril 2023   | 9 juin 2024     | Éléonore Caroit |       | RE           | Réélue lors d’une élection législative partielle. Mandat écourté à la suite d'une dissolution parlementaire décidée par Emmanuel Macron. | Benoît Larrouquis |
| XVIIe       | 8 juillet 2024  | en cours        | Éléonore Caroit |       | RE           | | Benoît Larrouquis |

## Résultats électoraux

### Élections législatives de 2012
| Candidat       | Candidat                     | Parti          | Premier tour | Premier tour | Second tour | Second tour |
| Candidat       | Candidat                     | Parti          | Voix         | %            | Voix        | %           |
| -------------- | ---------------------------- | -------------- | ------------ | ------------ | ----------- | ----------- |
|                | Sergio Coronado              | EELV-PS        | 4 128        | 35,88        | 5 977       | 53,63       |
|                | Pascal Drouhaud              | UMP            | 2 620        | 22,77        | 5 168       | 46,37       |
|                | Françoise Gonzalez Lindemann | DVD            | 1 851        | 16,09        |             |             |
|                | Raquel Garrido               | FG             | 990          | 8,60         |             |             |
|                | Charles-Henry Chenut         | DVC            | 466          | 4,05         |             |             |
|                | Alain-Gérard Georgi-Samaran  | FN             | 430          | 3,74         |             |             |
|                | Joël Doglioni                | ARES - PR      | 423          | 3,68         |             |             |
|                | Jean-Marc Millet             | SE             | 416          | 3,62         |             |             |
|                | Thérèse Marianne-Pépin       | PRG-GE         | 119          | 1,03         |             |             |
|                | Cédric Manscour              | SP             | 41           | 0,36         |             |             |
|                | Palmira Pozo                 | SE             | 13           | 0,11         |             |             |
|                | Alain Terrien                | RIC            | 8            | 0,07         |             |             |
|                |                              |                |              |              |             |             |
| Inscrits       | Inscrits                     | Inscrits       | 73 237       | 100,00       | 73 229      | 100,00      |
| Abstentions    | Abstentions                  | Abstentions    | 61 556       | 84,05        | 61 839      | 84,45       |
| Votants        | Votants                      | Votants        | 11 681       | 15,95        | 11 390      | 15,55       |
| Blancs et nuls | Blancs et nuls               | Blancs et nuls | 176          | 1,51         | 245         | 2,15        |
| Exprimés       | Exprimés                     | Exprimés       | 11 505       | 98,49        | 11 145      | 97,85       |

### Élections législatives de 2017
|                          |                          |                          | Premier tour | Premier tour | Second tour | Second tour |
| ------------------------ | ------------------------ | ------------------------ | ------------ | ------------ | ----------- | ----------- |
| Inscrits                 | Inscrits                 | Inscrits                 | 75 029       |              | 75 022      |             |
| Abstentions              | Abstentions              | Abstentions              | 63 414       | 84,52 %      | 65 665      | 87,53 %     |
| Votants                  | Votants                  | Votants                  | 11 615       | 15,48 %      | 9 357       | 12,47 %     |
|                          |                          |                          |              |              |             |             |
| Bulletins enregistrés    | Bulletins enregistrés    | Bulletins enregistrés    | 11 615       |              | 9 357       |             |
| Bulletins blancs ou nuls | Bulletins blancs ou nuls | Bulletins blancs ou nuls | 115          | 0,99 %       | 338         | 3,61 %      |
| Suffrages exprimés       | Suffrages exprimés       | Suffrages exprimés       | 11 500       | 99,01 %      | 9 019       | 96,39 %     |
|                          |                          |                          |              |              |             |             |
|                          | Candidat                 | Parti                    | Suffrages    | Pourcentage  | Suffrages   | Pourcentage |
|                          | Paula Forteza            | LREM                     | 4 964        | 43,17 %      | 5 494       | 60,92 %     |
|                          | Sergio Coronado          | EELV-LFI                 | 2 715        | 23,61 %      | 3 525       | 39,08 %     |
|                          | Pascal Drouhaud          | LR                       | 1 286        | 11,18 %      |             |             |
|                          | Charles-Henry Chenut     | UDI                      | 952          | 8,28 %       |             |             |
|                          | Thierry Rignol           | DVD                      | 512          | 4,45 %       |             |             |
|                          | Jean-Marc Millet         | FN                       | 291          | 2,53 %       |             |             |
|                          | Florence Baillon         | PS                       | 273          | 2,37 %       |             |             |
|                          | Martin Biurrun           | DVD                      | 160          | 1,39 %       |             |             |
|                          | Jacques Werckmann        | ECO                      | 109          | 0,95 %       |             |             |
|                          | Jean-Philippe Noel       | DIV                      | 104          | 0,9 %        |             |             |
|                          | Laurent Perea            | PCF                      | 58           | 0,5 %        |             |             |
|                          | Hai-Dang Ha-Thuc         | DIV                      | 56           | 0,49 %       |             |             |
|                          | Patricio Arenas          | DIV                      | 17           | 0,15 %       |             |             |
|                          | Palmira Pozo             | DIV                      | 2            | 0,02 %       |             |             |
|                          | Alain Videau             | DIV                      | 1            | 0,01 %       |             |             |
|                          | Odette Simonnet          | DVD                      | 0            | 0 %          |             |             |
|                          | Mickaël Millet           | ECO                      | 0            | 0 %          |             |             |
|                          | Stéphanie Lahana         | DIV                      | 0            | 0 %          |             |             |

### Élections législatives de 2022
| Résultats des élections législatives des 12 et 19 juin 2022 de la 2e circonscription des Français de l'Étranger |                          |                                            |                          |              |              |             |             |
| Candidat | Candidat                 | Parti et coalition                         | Nuance                   | Premier tour | Premier tour | Second tour | Second tour |
| Candidat | Candidat                 | Parti et coalition                         | Nuance                   | Voix         | %            | Voix        | %           |
| | Éléonore Caroit          | LREM (ENS)                                 | ENS                      | 3 836        | 34,57        | 6 737       | 57,42       |
| | Christian Rodriguez      | LFI (NUPES)                                | NUP                      | 3 129        | 28,20        | 4 996       | 42,58       |
| | Bertrand Dupont          | LR (UDC)                                   | LR                       | 1 359        | 12,25        |             |             |
| | Yves Thorailler          | REC                                        | REC                      | 700          | 6,31         |             |             |
| | Tim Laurence             | SE                                         | ECO                      | 675          | 6,08         |             |             |
| | Martin Biurrun           | UCE (ÉMP)                                  | DVC                      | 524          | 4,72         |             |             |
| | Léa Lefèbvre             | RN                                         | RN                       | 240          | 2,16         |             |             |
| | Jeoffrey Collard         | FHF                                        | DIV                      | 227          | 2,05         |             |             |
| | Isabelle Piat-Guibert    | GRS (Fédération de la gauche républicaine) | DVG                      | 141          | 1,27         |             |             |
| | Vanessa Saussay,         | DEC (RPS)                                  | DIV                      | 94           | 0,85         |             |             |
| | Pierre Vanier            | PP                                         | DIV                      | 84           | 0,76         |             |             |
| | Michel Trigalleau        | SE                                         | DIV                      | 37           | 0,33         |             |             |
| | Thérèse Marianne-Pépin   | PRG                                        | RDG                      | 25           | 0,23         |             |             |
| | Salvador Ribeiro         | SE                                         | DIV                      | 24           | 0,22         |             |             |
| Votes valides                                                                                                   | Votes valides            | Votes valides                              | Votes valides            | 11 095       | 98,31        | 11 733      | 95,24       |
| Votes blancs | Votes blancs             | Votes blancs                               | Votes blancs             | 150          | 1,33         | 530         | 4,30        |
| Votes nuls | Votes nuls               | Votes nuls                                 | Votes nuls               | 41           | 0,36         | 57          | 0,46        |
| Total | Total                    | Total                                      | Total                    | 11 286       | 100          | 12 320      | 100         |
| Abstention | Abstention               | Abstention                                 | Abstention               | 64 324       | 85,07        | 63 301      | 83,71       |
| Inscrits / participation                                                                                        | Inscrits / participation | Inscrits / participation                   | Inscrits / participation | 75 610       | 14,93        | 75 621      | 16,29       |

L'élection est annulée par le Conseil constitutionnel le 20 janvier 2023, en raison de dysfonctionnement sur l'organisation du scrutin en ligne.

### Élection législative partielle de 2023[18]
| Résultats des éléctions législatives des 1er et 15 avril 2023 dans la 2e circonscription des Français de l'Étranger | Résultats des éléctions législatives des 1er et 15 avril 2023 dans la 2e circonscription des Français de l'Étranger | Résultats des éléctions législatives des 1er et 15 avril 2023 dans la 2e circonscription des Français de l'Étranger | Résultats des éléctions législatives des 1er et 15 avril 2023 dans la 2e circonscription des Français de l'Étranger | Résultats des éléctions législatives des 1er et 15 avril 2023 dans la 2e circonscription des Français de l'Étranger | Résultats des éléctions législatives des 1er et 15 avril 2023 dans la 2e circonscription des Français de l'Étranger | Résultats des éléctions législatives des 1er et 15 avril 2023 dans la 2e circonscription des Français de l'Étranger |
| Candidat | Candidat | Parti et coalition                                                                                                  | Premier tour | Premier tour | Second tour | Second tour |
| Candidat | Candidat | Parti et coalition                                                                                                  | Voix | % | Voix | % |
| --- | --- | --- | --- | --- | --- | --- |
| | Éléonore Caroit | RE (ENS) | 3 543 | 38,95 | 5 816 | 62,35 |
| | Christian Rodriguez                                                                                                 | LFI (NUPES) | 2 386 | 26,23 | 3 499 | 37,65 |
| | Bertrand Dupont | LR (UDC) | 1 217 | 13,38 | | |
| | Yves Thorailler | REC | 559 | 6,15 | | |
| | Tatiana Boteva-Malo                                                                                                 | EEE | 493 | 5,42 | | |
| | Marlon Vandamme | RN | 306 | 3,36 | | |
| | David Abrial | GRS (FGR) | 283 | 3,11 | | |
| | Catherine Bompard                                                                                                   | LMPA (TUPV) | 192 | 2,11 | | |
| | Salvador Ribeiro | SE | 61 | 0,67 | | |
| | Pedro Guanaes Netto                                                                                                 | RS (LRDP) | 56 | 0,62 | | |
| Suffrages exprimés                                                                                                  | Suffrages exprimés                                                                                                  | Suffrages exprimés                                                                                                  | 9 096 | 96,95 | | |
| Votes blancs | Votes blancs | Votes blancs | 253 | 2,70 | | |
| Votes nuls | Votes nuls | Votes nuls | 33 | 0,35 | | |
| Total | Total | Total | 9 382 | 100 | | 100 |
| Abstention | Abstention | Abstention | 69 354 | 88,08 | | |
| Inscrits / participation                                                                                            | Inscrits / participation                                                                                            | Inscrits / participation                                                                                            | 78 736 | 11,92 | | |

### Élections législatives de 2024
| Candidat                 | Candidat                 | Parti et coalition       | Nuance                   | Premier tour | Premier tour | Second tour | Second tour |
| Candidat                 | Candidat                 | Parti et coalition       | Nuance                   | Voix         | %            | Voix        | %           |
| ------------------------ | ------------------------ | ------------------------ | ------------------------ | ------------ | ------------ | ----------- | ----------- |
|                          | Sergio Coronado          | LÉ (NFP)                 | UG                       | 6 952        | 36,16        | 8 725       | 46,73       |
|                          | Éléonore Caroit          | RE (ENS)                 | ENS                      | 6 440        | 33,49        | 9 947       | 53,27       |
|                          | Marie-Nathalie Gonçalves | RN                       | RN                       | 2 553        | 13,28        |             |             |
|                          | Bertrand Dupont          | LR (UDC)                 | LR                       | 1 905        | 9,91         |             |             |
|                          | Jessica Agostini         | EÉÉ (LC)                 | DVC                      | 987          | 5,13         |             |             |
|                          | Nora Courmontagne        | REC                      | REC                      | 373          | 1,94         |             |             |
|                          | Camille Mercier          | ratt. PCF                | DIV                      | 17           | 0,09         |             |             |
|                          |                          |                          |                          |              |              |             |             |
| Votes valides            | Votes valides            | Votes valides            | Votes valides            | 19 227       | 98,50        | 18 672      | 94,52       |
| Votes blancs             | Votes blancs             | Votes blancs             | Votes blancs             | 233          | 1,19         | 996         | 5,04        |
| Votes nuls               | Votes nuls               | Votes nuls               | Votes nuls               | 59           | 0,30         | 86          | 0,44        |
| Total                    | Total                    | Total                    | Total                    | 19 519       | 100          | 19 754      | 100         |
| Abstention               | Abstention               | Abstention               | Abstention               | 62 274       | 76,14        | 62 032      | 75,85       |
| Inscrits / participation | Inscrits / participation | Inscrits / participation | Inscrits / participation | 81 793       | 23,86        | 81 786      | 24,15       |